# Jean Louis de Bons
Jean Louis de Bons  (* 9. Oktober 1762 in Lausanne; † 1810 in Spanien) war ein Offizier der helvetischen Truppen. 
Der Sohn des international wirkenden Pfarrers François Louis de Bons wurde von 1769 bis 1772 am Kollegium in Lausanne ausgebildet. Ab 1780 diente er im Regiment May der niederländischen Armee. Am 20. Februar 1798 wurde er zum General der Truppen des Kantons Léman ernannt. Er diente in den Feldzügen gegen aufständische Schweizer in Bern, Freiburg, Les Ormonts und im Wallis. Im November 1801 trat er zurück und diente ab 1803 in der französischen Armee. Er fiel in Spanien als Bataillonskommandant des Regiment Isembourg, eines kaiserlich-französischen Fremdregiments. Nach ihm ist eine Strasse in Lausanne benannt.